# Línea 500 (Interurbanos Madrid)
La línea 500 de la red de autobuses interurbanos de Madrid unía la Plaza de España con la Glorieta de Los Cármenes, en el distrito madrileño de Latina, atravesando el barrio de Puerta del Ángel. Estaba operada por la empresa Autobuses Prisei S.L. mediante concesión administrativa del Consorcio Regional de Transportes de Madrid.

## Características
Esta línea era un caso peculiar pues era una concesión pública otorgada por el Ministerio de Fomento, y a pesar de encontrarse listada entre las interurbanas según el Consorcio Regional de Transportes de Madrid, tenía un recorrido plenamente urbano, restringido a la ciudad de Madrid, sin siquiera salir del casco urbano, y aceptaba el título Metrobús, a pesar de que la empresa que la operaba no era la Empresa Municipal de Transportes de Madrid sino Autobuses Prisei, S.L.
La línea era operada con autobuses muy parecidos a los que emplea la EMT, y eran de color azul en vez de verde como los interurbanos propiamente dichos.
En agosto de 2019, la línea fue desviada debido a las obras de la calle Bailén, desplazando su cabecera en Ópera a la aledaña Plaza de España. Esta modificación de itinerario se hizo definitiva el 19 de noviembre de 2021, con el fin de las obras, tras una reorganización viaria en la zona.

### Operadora
La operadora, Autobuses Prisei, era una pequeña empresa que se dedicaba en exclusiva a la explotación de esta línea. Para ello, contaba con once autobuses y un equipo de treinta empleados. Fue fundada en 1960 por D. Ginés Prieto y D. Manuel Seijas, cuyas sílabas iniciales dieron origen a la razón social de la empresa. Utilizaba oficinas y depósitos propios, situados en la calle Secoya n.º 20, en el distrito de Carabanchel.

### Fin de la concesión
Tras más de 64 años de servicio, la concesión VCM-500 Madrid - Huerta de las Castañedas, en la que se encuentra esta línea llegó a su fin, y el servicio pasó a realizarse a manos de la EMT por la línea 158. Desde el 1 de diciembre de 2024 se suprime el servicio de esta peculiar línea, catalogada como interurbana pese a su recorrido puramente urbano.

### Frecuencias
| Lunes a viernes laborables lectivos (1 sept. - 30 junio)    |                   |
| A 6ː20 - 6ː30 - 6ː40 - 6ː55                                 |                   |
| De 7ː05 a 22ː45                                             | cada 7-10 minutos |
| A 23ː00 - 23ː15 - 23ː30                                     |                   |
| Lunes a viernes laborables no lectivos (1 sept. - 30 junio) |                   |
| A 6ː20 - 6ː30 - 6ː40 - 6ː55                                 |                   |
| De 7ː05 a 21ː19                                             | cada 8-10 minutos |
| A 23ː00 - 23ː15 - 23ː30                                     |                   |
| Lunes a viernes laborables (Julio)                          |                   |
| A 6ː20 - 6ː30 - 6ː45                                        |                   |
| De 7ː00 a 23ː00                                             | cada 10 minutos   |
| A 23ː15 - 23ː30                                             |                   |
| Lunes a viernes laborables (Agosto)                         |                   |
| De 6ː30 a 22ː30                                             | cada 12 minutos   |
| A 22ː45 - 23ː00 - 23ː15 - 23ː30                             |                   |
| Sábados laborables (1 sept. - 30 junio)                     |                   |
| De 6ː30 a 22ː30                                             | cada 12 minutos   |
| A 22ː40 - 22ː50 - 23ː00 - 23ː15 - 23ː30                     |                   |
| Sábados laborables (Julio y agosto)                         |                   |
| De 6ː30 a 23ː30                                             | cada 15 minutos   |
| Domingos y festivos (1 sept. - 30 junio)                    |                   |
| De 7ː45 a 15ː30                                             | cada 15 minutos   |
| De 15ː30 a 22ː30                                            | cada 12 minutos   |
| A 22ː40 - 22ː50 - 23ː00 - 23ː15 - 23ː30                     |                   |
| Domingos y festivos (Julio y agosto)                        |                   |
| De 7ː45 a 23ː30                                             | cada 15 minutos   |

| Lunes a viernes laborables lectivos (1 sept. - 30 junio)    |                   |
| A 6ː00 - 6ː10 - 6ː20 - 6ː30                                 |                   |
| De 6ː40 a 22ː30                                             | cada 7-10 minutos |
| A 22ː45 - 23ː00                                             |                   |
| Lunes a viernes laborables no lectivos (1 sept. - 30 junio) |                   |
| A 6ː00 - 6ː10 - 6ː20 - 6ː30                                 |                   |
| De 6ː40 a 22ː30                                             | cada 8-10 minutos |
| A 22ː45 - 23ː00                                             |                   |
| Lunes a viernes laborables (Julio)                          |                   |
| De 6ː00 a 22ː30                                             | cada 10 minutos   |
| A 22ː45 - 23ː00                                             |                   |
| Lunes a viernes laborables (Agosto)                         |                   |
| De 6ː00 a 22ː00                                             | cada 12 minutos   |
| A 22ː15 - 22ː30 - 22ː45 - 23ː00                             |                   |
| Sábados laborables (1 sept. - 30 junio)                     |                   |
| De 6ː00 a 23ː00                                             | cada 12 minutos   |
| Sábados laborables (Julio y agosto)                         |                   |
| De 6ː00 a 23ː00                                             | cada 15 minutos   |
| Domingos y festivos (1 sept. - 30 junio)                    |                   |
| De 7ː15 a 15ː00                                             | cada 15 minutos   |
| De 15ː00 a 23ː00                                            | cada 12 minutos   |
| Domingos y festivos (Julio y agosto)                        |                   |
| De 7ː15 a 23ː00                                             | cada 15 minutos   |

## Recorrido y paradas

### Sentido Los Cármenes
La línea iniciaba su recorrido en la calle Maestro Guerrero, tras el Edificio España, continuando por la calle San Leonardo desde la cual se dirigía hacia la Plaza de España, que atravesaba para tomar la Cuesta de San Vicente, por la que bajaba hasta llegar a la glorieta homónima, junto a la estación de Príncipe Pío.
En este punto tomaba el Paseo de la Virgen del Puerto hasta llegar al Puente de Segovia, por el que cruzaba para incorporarse al Paseo de Extremadura.
La línea subía por el Paseo de Extremadura hasta más o menos la mitad del tramo que no es carretera, donde giraba a la izquierda para tomar la calle Guadarrama. A partir de este punto callejeaba dando servicio a los barrios de Puerta del Ángel y Lucero discurriendo por las calles de Guadarrama y La Fortuna y el Paseo de los Olivos, al final del cual se incorporaba a la calle Higueras, en un recorrido común con la línea 31 de la EMT.
Desde aquí continuaba por la calle Alhambra, prolongación natural de la calle Higueras, al final de la cual está la Glorieta de Los Cármenes, donde acababa su recorrido.
| Código | Parada                                       | Común con                   | Conexiones con Metro y Cercanías |
| ------ | -------------------------------------------- | --------------------------- | -------------------------------- |
| 1747   | MAESTRO GUERRERO                             |                             | Plaza de España                  |
| 854    | Plaza de España (Nº 4)                       | 3 25 39 46 74 75 138 148 C2 | Plaza de España                  |
| 599    | Cuesta de San Vicente-Cadarso                | 25 39 46 62 75 138 C2       |                                  |
| 603    | Cuesta de San Vicente-Príncipe Pío           | 25 39 46 62 75 138 C2       | Príncipe Pío                     |
| 4070   | Glorieta de San Vicente                      | 25 39 62 138 C2             | Príncipe Pío                     |
| 608    | Puente de Segovia                            | 25 33 39 138                |                                  |
| 871    | Paseo de Extremadura-Puente de Segovia       | 31 33 36 39 65              |                                  |
| 873    | Paseo de Extremadura-Puerta del Ángel        | 31 33 36 39 65              | Puerta del Ángel                 |
| 10774  | Guadarrama-Grandeza Española                 |                             |                                  |
| 10775  | Guadarrama-Paseo de los Jesuitas             |                             |                                  |
| 10776  | Galiana-Cerro Bermejo                        |                             |                                  |
| 10777  | Paseo de los Jesuitas-Mercado                |                             |                                  |
| 10778  | Plaza Salvador Crespo-Clemente Fernández     |                             |                                  |
| 10779  | Paseo de los Olivos-José María del Boto      |                             |                                  |
| 10780  | Paseo de los Olivos-Avenida de los Apóstoles |                             |                                  |
| 10781  | Paseo de los Olivos-Huerta de Castañeda      |                             |                                  |
| 2255   | Higueras-Huerta de Castañeda                 | 31                          |                                  |
| 2257   | Higueras-Cebreros                            | 31                          | Lucero                           |
| 2259   | Plaza de la Achicoria                        | 31                          |                                  |
| 5094   | Alhambra-Cuart de Poblet                     | 31 55 119                   | Laguna                           |
| 2555   | ALHAMBRA-GLORIETA DE LOS CÁRMENES            | 55 119                      |                                  |

### Sentido Plaza de España
Partiendo de su cabecera en la Glorieta de los Cármenes, la línea se dirigía al norte por la calle Alhambra, atravesaba la plaza de la Achicoria y seguía por la calle Higueras. Llegando al final de esta calle, se desviaba a la derecha y empezaba un recorrido sinuoso por las calles del barrio Puerta del Ángel antes de salir al Paseo de Extremadura. En este tramo la línea discurría por las calles Jaraíz de la Vera, Paseo de los Olivos, María del Carmen, Galiana, Paseo de los Jesuitas y Santa Úrsula.
Una vez en el Paseo de Extremadura, su recorrido era igual a la ida pero en sentido contrario, con la excepción de que al llegar a Plaza de España tomaba la calle de los Reyes para llegar a la del Maestro Guerrero.
| Código | Parada                                       | Común con             | Conexiones con Metro y Cercanías |
| ------ | -------------------------------------------- | --------------------- | -------------------------------- |
| 15695  | ALHAMBRA-GLORIETA DE LOS CÁRMENES            |                       |                                  |
| 2262   | Alhambra-Cuart de Poblet                     | 31 55 119             | Laguna                           |
| 2260   | Achicoria                                    | 31                    |                                  |
| 2258   | Higueras-Cebreros                            | 31                    | Lucero                           |
| 10790  | Jaraíz de la Vera-Rafael López Pando         |                       |                                  |
| 10791  | Paseo de los Olivos-Huerta Castañeda         |                       |                                  |
| 10792  | Paseo de los Olivos-Avenida de los Apóstoles |                       |                                  |
| 10793  | Paseo de los Olivos-José María del Boto      |                       |                                  |
| 10794  | Paseo de los Olivos-Plaza Salvador Crespo    |                       |                                  |
| 10795  | Paseo de los Olivos-María del Carmen         |                       |                                  |
| 10796  | María del Carmen-Campillo                    |                       |                                  |
| 10797  | María del Carmen-Jaime Tercero               |                       |                                  |
| 10798  | Galiana-Pericles                             |                       |                                  |
| 10799  | Paseo de los Jesuitas-Plaza Cerro Bermejo    |                       |                                  |
| 10900  | Santa Úrsula-Antonio Zamora                  |                       |                                  |
| 874    | Paseo de Extremadura-Puerta del Ángel        | 31 33 36 39 65        | Puerta del Ángel                 |
| 872    | Paseo de Extremadura-Puente de Segovia       | 31 33 36 39 65 138    |                                  |
| 609    | Puente de Segovia                            | 25 33 39 41 62 138 C1 |                                  |
| 607    | Virgen del Puerto-Campo del Moro             | 25 33 39 41           | Príncipe Pío                     |
| 742    | Jardines de Sabatini                         | 25 39 46 62 75 138 C1 |                                  |
| 855    | Plaza de España                              | 3 25 39 46 75 148     | Plaza de España                  |
| 1747   | MAESTRO GUERRERO                             |                       | Plaza de España                  |